# 235621 Kratochvíle
(235621) Kratochvíle, denumire internațională (235621) Kratochvile, este un asteroid din centura principală de asteroizi.

## Descriere
235621 Kratochvíle este un asteroid din centura principală de asteroizi. A fost descoperit pe 5 septembrie 2004 la Observatorul Kleť, în cadrul proiectului KLENOT. Asteroidul prezintă o orbită caracterizată de o semiaxă mare de 2,32 ua, o excentricitate de 0,12 și o înclinație de 6,3° în raport cu ecliptica.